# Basilica di San Nicolò (Pietra Ligure)
La Basilica di San Nicolò è un luogo di culto cattolico situato nel comune di Pietra Ligure, in piazza San Nicolò, in provincia di Savona. La chiesa è sede della parrocchia omonima della zona pastorale di Pietra Ligure della diocesi di Albenga-Imperia.

## Storia e descrizione

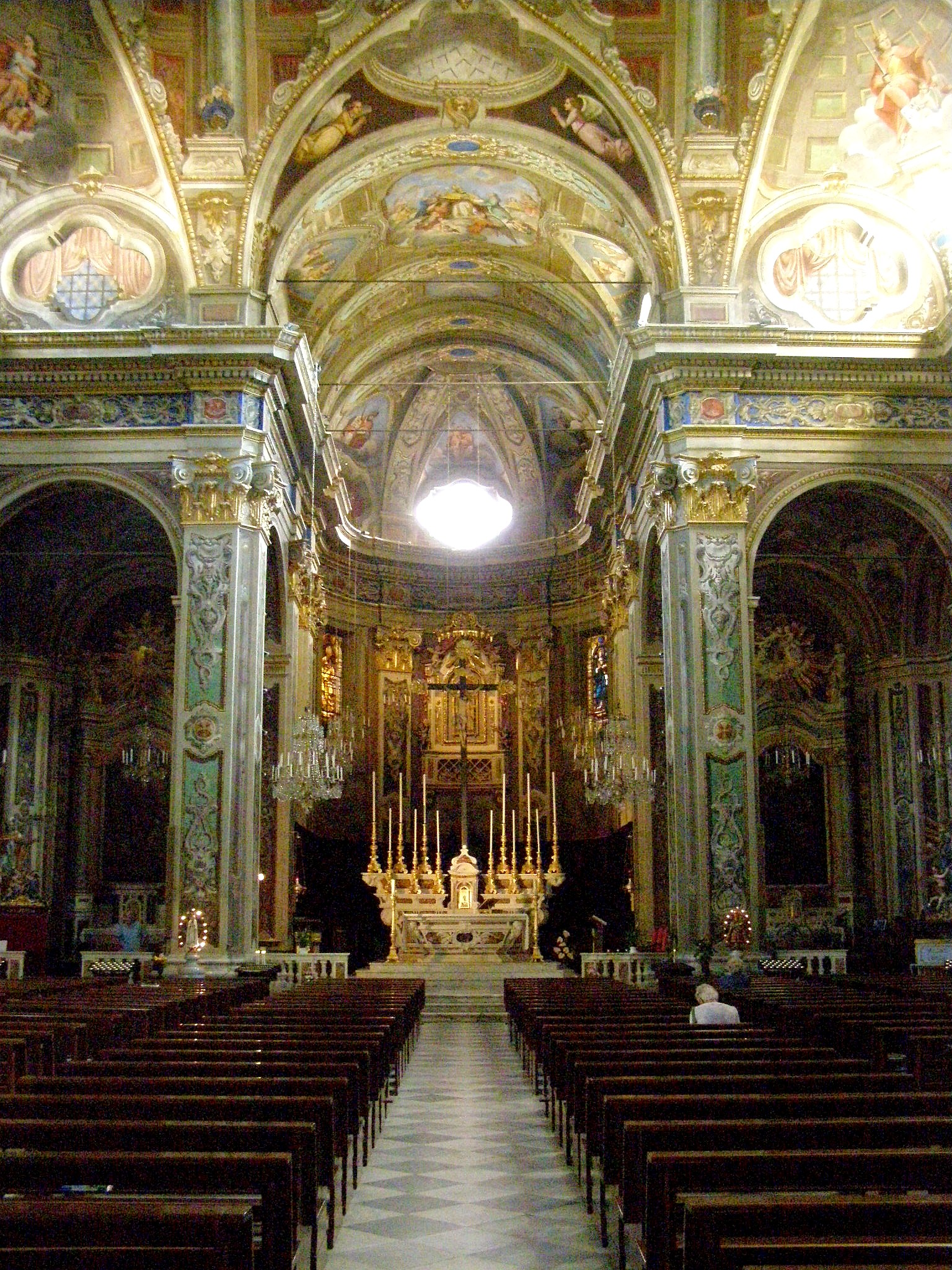
L'interno della basilica: navata e altare maggiore

La costruzione della chiesa parrocchiale venne decisa per voto dalla comunità pietrese in seguito al miracolo della liberazione dalla peste operata, secondo la leggenda popolare, da san Nicola di Bari l'8 luglio 1525. Secondo la tradizione, in quel lontano giorno, i Pietresi, sfollati in una località denominata ancor oggi "Baracchini", terrorizzati dalla virulenza dell'epidemia, sentirono suonare le campane della parrocchiale di allora e, scendendo a valle, videro un vecchio vescovo sul campanile che suonava le campane e che scomparve al loro arrivo: da quel momento la peste cessò. A comprova del tramandato prodigio, l'impronta di una mano è tuttora visibile su una delle campane della vecchia chiesa (Chiesa madre), ed è detta la "mano di san Nicolò". I Pietresi, colpiti dal fatto fecero solenne voto di erigere una grande chiesa e di dedicarla al santo di Bari. Ogni anno la popolazione scende per le strade in processione l'8 di luglio per ringraziare il miracolo operato dal Santo. Tuttavia, le discussioni sul luogo dell'edificazione si protrassero fino alla prima metà del XVIII secolo.

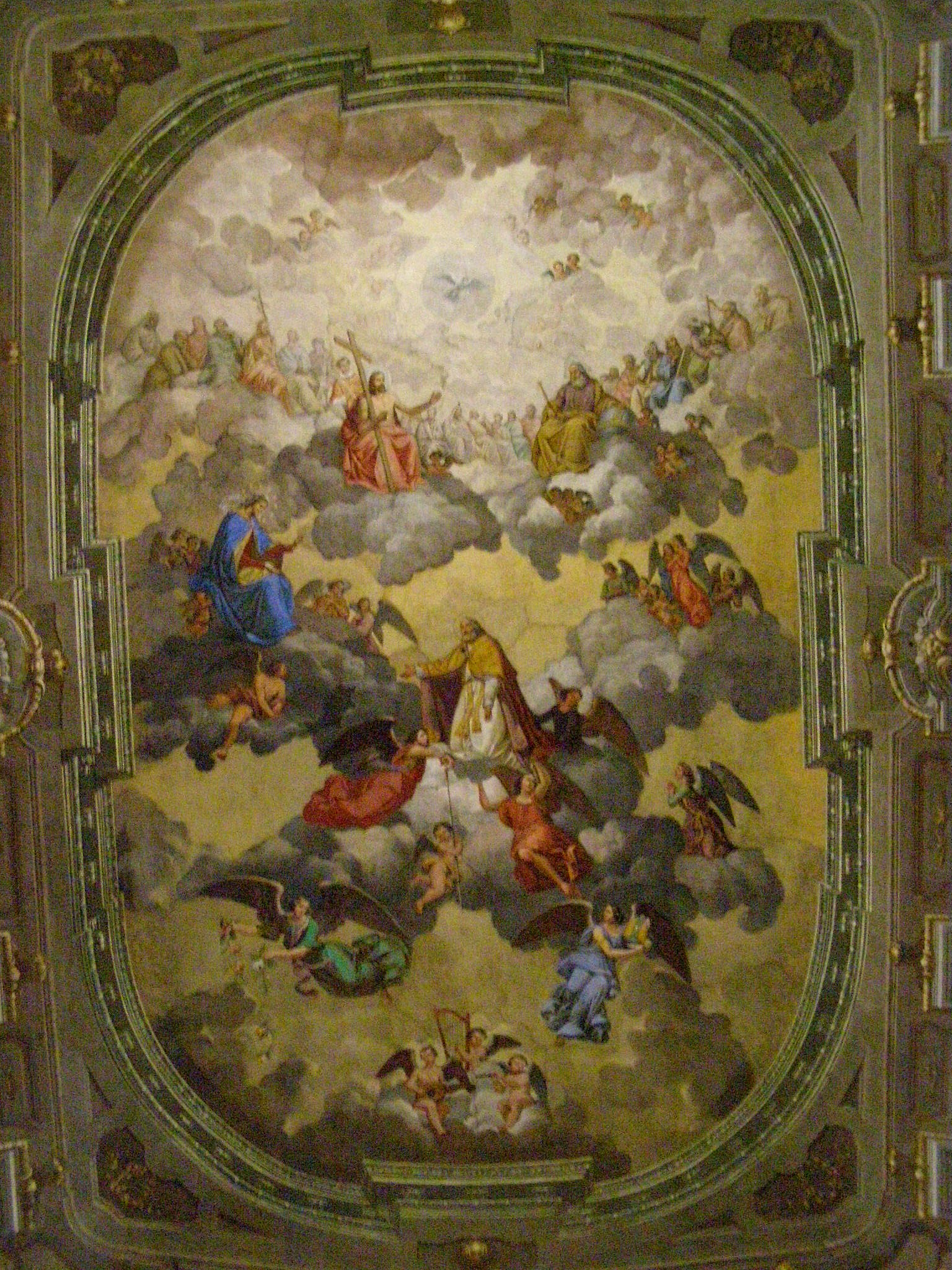
Particolare della decorazione affrescata del soffitto

Grazie all'intervento del colonnello e cartografo Matteo Vinzoni, inviato dalla Repubblica di Genova, venne deciso di costruire l'opera nell'ampio arenile fronteggiante il borgo.
Tra i diversi progetti presentati vinse quello dell'architetto genovese Giovanni Battista Montaldo, che disegnò la chiesa a unica, ampia navata, coperta da volta a padiglione con sei cappelle laterali (intitolate ai santi Francesco d'Assisi, Giuseppe, Maria Addolorata, Isidoro, Maria Assunta e Crocefissione) che vennero completate da nobili famiglie pietresi e due ampie cappelle emisferiche ai lati dell'altare maggiore dedicate al Sacro Cuore di Gesù e a sant'Antonio abate, innalzate dalle due omonime Compagnie.
I lavori iniziarono nel 1752 e si protrassero per 41 anni e la chiesa benché incompiuta, e con un solo campanile, venne benedetta il 25 novembre del 1791. La lunghezza interna è di 56 m, la larghezza di 27,50 m e la navata centrale è alta 25 m, la volta a padiglione (mt. 23.50 x 27.50) è una delle maggiori in Europa.
Nel 1794 nella chiesa viene installato un pregevole coro in noce scuro, proveniente dall'antica cattedrale di Marsiglia, salvato dal rogo nel corso degli eventi rivoluzionari francesi e acquistato dal comandante di un bastimento pietrese. Di identica fattura e provenienza è il pulpito, in noce nera proveniente anche esso dalla cattedrale marsigliese. Con la caduta della repubblica genovese, e la successiva dominazione francese, i lavori verranno sospesi.
Nel 1814, al termine della dominazione napoleonica, inizieranno i lavori di completamento; a novembre giungeranno da Genova le prime 3 campane della fonderia Bozzoli, nel 1858 l'altare maggiore in marmo dei marmorari Vallebona di Genova, nel 1866 verranno completati gli affreschi e le decorazioni interne del figurinista Luigi Sacco e di Antonio Novaro, le statue in plastico della facciata e dell'interno oltre ai gruppi statuari processionali lignei della Madonna Assunta (1858) e di San Nicolò (1877) tutti del savonese Antonio Brilla.
Nel 1863 venne completata la facciata con il frontone ed il secondo campanile (a mare), la cui edificazione venne affidata a Leonardo Giobellini. La chiesa fu solennemente consacrata l'8 luglio del 1891, nel suo primo centenario. Nel 1845 fu posto l'organo corale sopra al coro e nel 1907 venne inaugurato l'organo a due tastiere della ditta Cavalli di Lodi sull'orchestra.

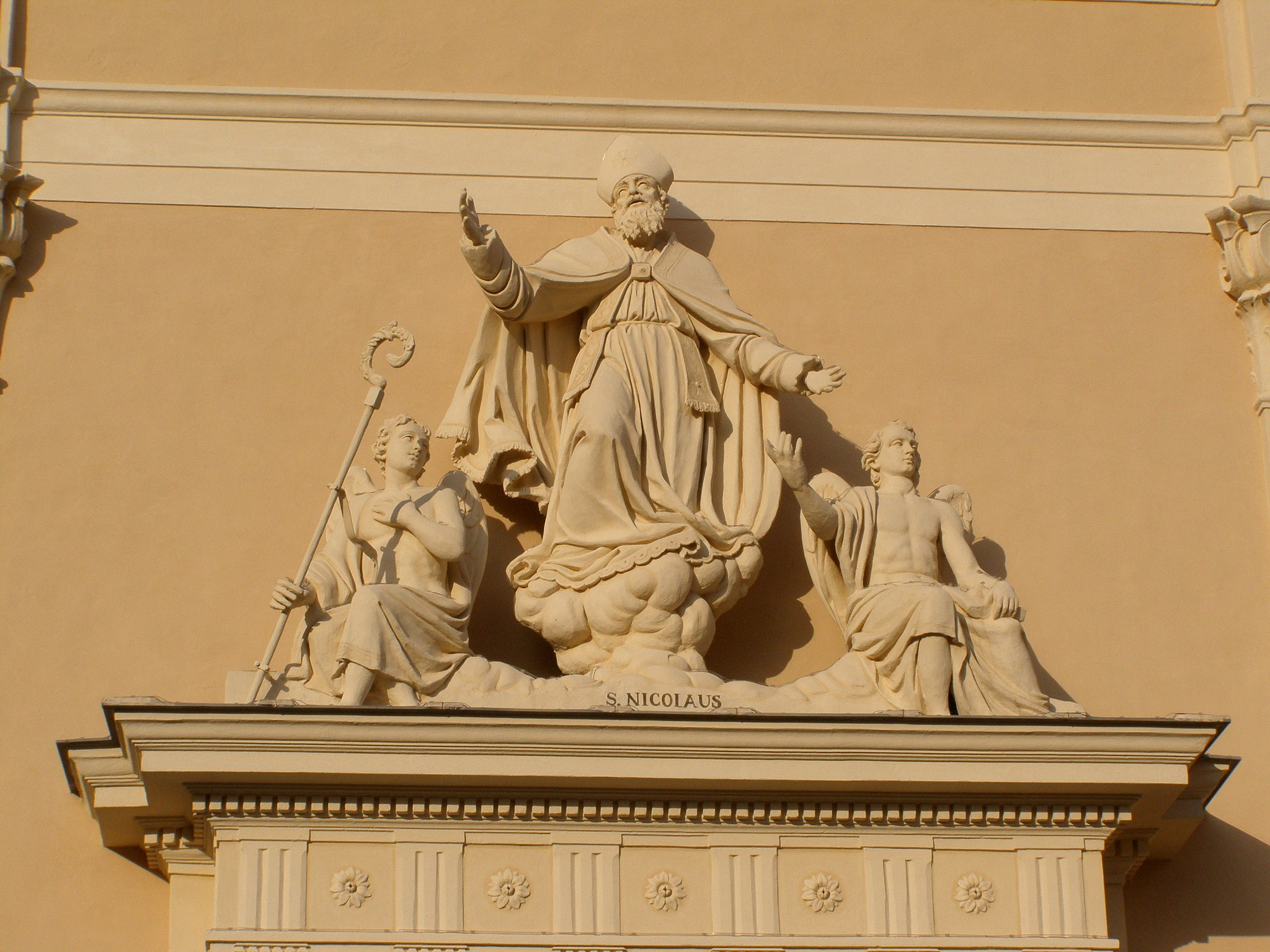
La statua di san Nicolò

Dal 1986 al 1995 si procedette alla realizzazione dei portali in bronzo, dal portone centrale (1986), alle due porte minori della facciata, alla porta laterale (1992) opera dello scultore Andrea Monfredini. Nel 1986-1987 sul campanile a mare vengono installate otto campane in Sol maggiore.
In occasione dei festeggiamenti per il secondo centenario di vita, nel 1992, viene elevata alla dignità di basilica minore da papa Giovanni Paolo II. Nel 2000 il vescovo di Albenga-Imperia monsignor Mario Oliveri ha donato alla basilica l'altare maggiore della cattedrale, opera del 1720 dei fratelli Stalla, smontato nel 1964 per adeguamenti liturgici. Dopo il rifacimento del tetto e del restauro dell'abside e dell'area presbiteriale, nel corso del 2012 la basilica è sottoposta a un restauro che interessa la navata centrale e la facciata compresa di frontone e torri campanarie.
L'8 luglio 2015 il cardinale Jean-Louis Tauran, camerlengo di Santa Romana Chiesa e presidente del Pontificio consiglio per il dialogo interreligioso, ha solennemente aperto il decennale in preparazione al quinto centenario del miracolo di San Nicolò che si celebrerà nel 2025.
Tra le opere pittoriche sono conservate l'icona su legno di San Nicolò, dipinta da Giovanni Barbagelata (pittore genovese) nel 1496 (restaurata nel 2010) e installata nell'abside; un Sant'Antonio e San Paolo di Domenico Piola, del 1661; La fuga in Egitto, del 1637, di Giovanni Battista Merano; la Madonna del Buon Consiglio (XVI secolo); la Madonna della Salute; le Stigmate di san Francesco d'Assisi, attribuito a Castellino Castello; il Sacro Cuore dipinto da Stefano Casabona, nel 1791.
Tra le sculture, un crocefisso processionale (già della Confraternita di Santa Caterina) attribuito ad Anton Maria Maragliano di Genova; cinque statue di legno ad opera del Brilla, tra cui Nostra Signora Assunta (1858), Nostra Signora Addolorata (1861) già della Confraternita dei Disciplinanti, San Nicolò (1877) e otto "in stucco" (quattro evangelisti e i dottori della Chiesa) sempre del Brilla.

## Organi a canne

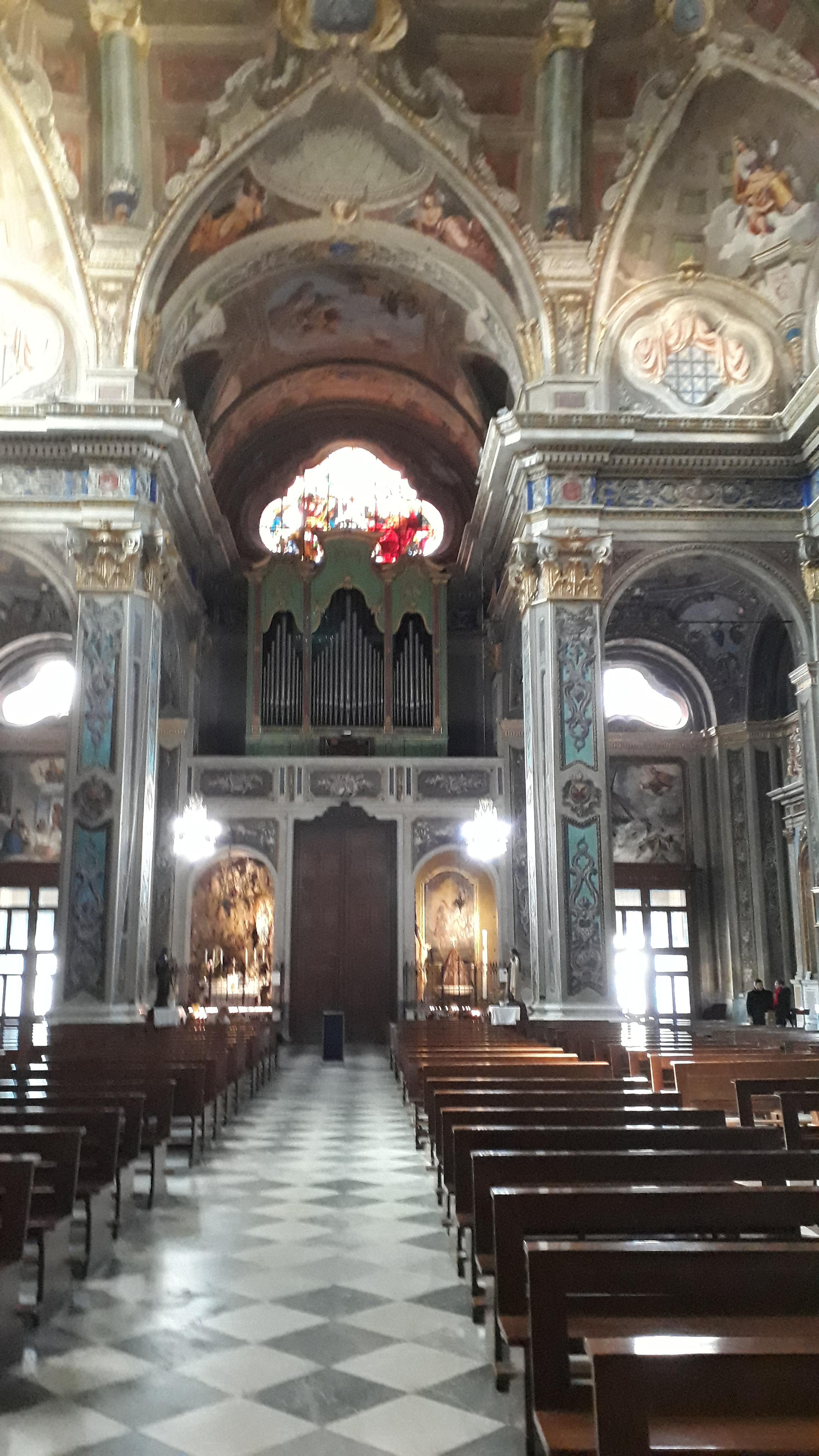
L'organo a canne

Attualmente la basilica è dotata di organo a canne, installato sopra il portale centrale, mentre nell'abside dietro l'altare maggiore vi era (fino al 2019) un organo corale.
Il primo organo fu realizzato dal sammargheritese Gio Batta Ciurlo nel 1791, dotato di 37 registri di cui 20 recuperati dall'organo della precedente parrocchiale. Nel 1845 venne modificato e ingrandito dall'organaro Bossetti di Rivoli; nel 1875 in alto nell'abside, in contemporanea con la costruzione di una nuova orchestra sopra il coro, fu installato un organo corale opera di Nicola Berio di Oliveto (IM).
Nel 1907 la ditta organara Cavalli di Lodi realizzò un nuovo strumento meccanico in sostituzione di quello del Ciurlo e installato sull'orchestra sopra il portale maggiore, dotato di 2 tastiere e pedaliera, che conta 29 registri (pneumatici) per un totale di 1.960 canne.
Nel 2013, nel presbiterio dietro l'altare Maggiore, è stato installato un organo a canne realizzato dall'organaro Erich Bertot, dotato di una tastiera con pedaliera che consta di 9 registri; tale organo è stato collocato nel 2019 nella duomo nuovo di San Giuseppe Operaio di Monselice, nel padovano. Era destinato alla parrocchia di Giustenice.

## Le campane
L'attuale complesso campanario è composto di 14 campane suddivise nelle 4 celle campanarie dei due campanili. Nella cella inferiore del campanile a monte sono installate a sistema controbilanciato le 4 campane con le quali viene dato l'annuncio del culto:
- Campana dell'agonia o di San Giuseppe (fusione fonderia Boero di Genova), del 1878, nota Si3; con i suoi lenti rintocchi (5 - 7 - 8 per le donne e 5 - 7 - 9 per gli uomini) viene annunciato il decesso dei parrocchiani;
- Campana della Messa (fusione fonderia f.lli Bozzoli di Genova), del 1814, nota La3;
- Campana di mezzogiorno (fusione fonderia f.lli Bozzoli di Genova), del 1814, nota Sol3;
- Campanassa (fusione fonderia f.lli Boero fu Benedetto di Genova), del 1891, nota Fa3.

Nella cella superiore si trova la campana maggiore che suona nelle festività:
- Campanone dedicato a San Nicolò (fusione fonderia f.lli Boero di Genova), del 1878, nota Mi3.

Nel campanile a mare sono installate 8 campane in Sol3, così suddivise: le 4 campane maggiori dotate di Inceppatura 1/2 Ambrosiana (Sol3 - La3 - Si3 - Do4) nella cella inferiore e le 4 minori fisse (Re4 - Mi4 - Fa#4 - Sol4) nella cella superiore (le prime 6 realizzate dalla fonderia Paolo Capanni di Castelnovo ne' Monti nel 1986 e le ultime 2 nel 1987 dalla fonderia Roberto Mazzola di Valduggia).
Terminata l'epopea napoleonica, il 28 novembre del 1814 giunsero le prime 3 campane della fonderia fratelli Bozzoli di Genova (Fa3 - Sol3 - La3). Nel 1877 la campana maggiore s'incrinò, venne inviata alla fonderia fratelli Boero fu Benedetto di Genova, per essere rifusa. Giunse nuovamente a Pietra Ligure per la fine dell'anno e fu installata sulla torre a monte, ma mentre suonava per la festa dell'Epifania, si staccò dal ceppo sfracellandosi sul sagrato.
Il prevosto don Giovanni Bado ricevette l'offerta da due famiglie nobili pietresi che si accollarono la spesa di rifondere una nuova campana maggiore di dimensioni maggiori (1040 kg) e unitamente la campana minore. Queste 2 nuove campane giunsero a Pietra Ligure nel 1878, dopo la benedizione (28 febbraio) la campana minore - detta "dell'agonia" - fu installata nel campanile a monte, mentre il nuovo campanone sulla nuova torre a mare. Narra una tradizione orale che per sollevare il campanone con corde e paranchi, sulla cella della nuova torre, si offrirono 12 marinai pietresi. Quando ebbero terminata la loro fatica il parroco don Bado chiese cosa volessero e questi chiesero di poter avere il suono del nuovo campanone al loro funerale. Così avvenne per tutti e 12, e anche gli ultimi due Dondo Pedro, (classe 1847) deceduto il 13 gennaio del 1929 e Zunino Nicolò (classe 1864), deceduto nel 1951, ebbero il privilegio del suono del campanone a distesa.
Nel 1891, in occasione del primo centenario dalla benedizione della nuova chiesa parrocchiale, venne benedetta la nuova campana maggiore in Fa3 realizzata dalla fonderia f.lli Boero di Genova, che sostituiva la precedente caduta nel 1877. Nel 1964 il campanone veniva spostato dalla cella inferiore della torre a mare a quella superiore della torre a monte, veniva rifatto il nuovo castello metallico e anche le campane minori venivano spostate dalla loro posizione. In tale occasione il complesso veniva elettrificato.
Nel 1986, con l'approssimarsi del secondo centenario, la ditta Roberto Trebino di Uscio fornì un complesso di 6 campane in Sol3, completate con le due minori l'anno successivo , che presero posto nel campanile a mare.
Il 28 novembre 2014 è stato ricordato il bicentenario dell'installazione delle prime 3 campane nel campanile a monte, a opera di don Pio Bonorino, OFM, allora prevosto. Per l'occasione, nel corso della Celebrazione Eucaristica di ringraziamento domenica 30 novembre, monsignor Ennio Bezzone ha benedetto e dedicato a Nostra Signora di Guadalupe, una nuova campana in Sol4, opera e dono del mastro campanaro Erich Bertot, di Forno Canavese. La campana è stata installata nella cella superiore della torre a mare e viene suonata manualmente a distesa per segnalare l'inizio delle funzioni.
Il campanone della Basilica di S. Nicolò compie 141 anni venne infatti benedetto nel febbraio del 1878. Sul suo manto si legge: 
A FULGURE ET TEMPESTATE LIBERA NOS DOMINE
CAMPANA S. NICOLO’ BENEDETTA IN FEBBRAIO 1878 
PADRINO ILL.MO SIG. CESARE REGINA 
MADRINA ILL.MA S.A. GIUSEPPINA FRANCHELLI IN LEALE.
Il campanone della parrocchiale di S. Nicolò in Pietra Ligure conosciuta dai vecchi come "Gexa növa" con i suoi 130 rubbi (1.040 kg.) era all’epoca la più grande campana della diocesi. Nel gergo dei fonditori la campana veniva definita "cumpìa", in quanto è stata realizzata con un profilo più pesante del normale (una campana della stessa nota musicale del campanone, realizzata con un profilo leggero pesa circa 730 kg.).
Il suono pieno e solenne era per gli abitanti motivo di orgoglio; quando suonava poteva portare notizie allegre o anche tristi, ma sicuramente segnalava un avvenimento importanti per la città. 
Come raccontava spesso il Prevosto Mons. Luigi Rembado (1916-2004) fino al 1964 la fabbriceria della Chiesa oltre al sacrestano disponeva di un dipendente salariato incaricato del suono del campanone, l’ultimo fu Gazzo Luigi detto "Giggi u mèscia".
La vecchia campana maggiore di 90 rubbi, il 6 gennaio del 1878 era caduta dalla torre a monte sfracellandosi sul sagrato mentre annunciava l’Epifania. Le famiglie Franchelli/Leale e Bosio/Regina si accollarono la spesa della nuova fusione presso la fonderia Boero di Genova e si decise che, date le dimensioni, venisse installato al centro della torre a mare, da poco completata (arch. Leonardo Giobellini 1863).
Terminata la solenne funzione, al Prevosto don Giovanni Bado si presentò il problema di issare la campana sulla torre e per questo si offrirono 12 marinai che, predisposti paranchi e argani, con robuste funi tirarono il campanone nella sua cella.
Passarono molti anni. Il 13 gennaio del 1929 il Prevosto don Gio Batta Maglio venne chiamato per portare gli olii Santi ad un parrocchiano agonizzante nel letto della sua casa in via Rocca Crovara , si chiamava Dondo Pedro (1864-1929) detto “u Zinòa".
Pedro era stato un uomo forte, aveva navigato tutta la vita e non si era sposato. Si vantava in gioventù di riuscire a piegare con le tre dita della mano un “cavourrin”, la moneta da 2 lire con l’effige del Conte Camillo Benso. Il nipote Andrea Dondo detto “Lilli” mi raccontava che in vecchiaia ci vedeva poco e allora i ragazzini per scherzo gli davano da piegare delle monete di cioccolato.
Il sacerdote dopo le preghiere di rito intinto il pollice nel vasetto dell’olio degli infermi tracciò la croce sulla fronte di Pedro: “Per istam sanctam unctionem indulgeat tibi Dominus quidquid deliquisti”. I presenti risposero “amen”, mentre Pedro con voce flebile continuava a ripetere “campanun…. campanun”. Il sacerdote non ci fece caso, ma Pedro continuava “campanun… campanun”.
Il parroco Don G.B. Maglio (1874-1958) era nativo di Borgomaro (IM) e divenne Prevosto di S. Nicolò nel 1912, non riusciva a capire cosa volesse dire Pedro e chiese ai familiari.
Gli raccontarono che lui era uno dei 12 marinai che avevano sollevato il campanone sulla torre e che al termine della loro fatica alla richiesta dell’allora Prevosto Bado, risposero di non voler nulla ma di poter avere il suono del campanone al loro funerale. 
E così era stato per tutti.
La tradizione non venne interrotta e così anche l’ultimo viaggio di Pedro “u Zinòa”, fu accompagnato dal suono a distesa del campanone.

## Il prevosto Bado
Il prevosto Bado (1822-1896) era denominato già in vita dai pietresi il "santo prevosto" a motivo della sua santità di vita, del suo zelo sacerdotale, della sua bontà e della sua carità verso i poveri; fu prevosto di San Nicolò dal 1 gennaio 1850 alla morte, avvenuta il 2 marzo 1896, ed è stato il maggiore artefice del completamento della basilica con l'erezione del prospetto principale e del campanile a mare, gli affreschi interni, le statue, l'erezione del primo altare maggiore, distrutto negli anni sessanta del secolo scorso e sostituito con l'attuale nel 2010.
Il 4 luglio 2016, su desiderio dell'allora Prevosto, Mons. Bezzone, è stato riportato in basilica il corpo di don Giovanni Bado il parroco che detiene il primato di ministero nella parrocchia. La sua tomba si trova, dal 5 luglio 2016, presso l'Altare del Sacramento alla sinistra dell'altare maggiore.